# 羅徹斯特社區體育園區足球場
羅徹斯特社區體育園區足球場（英語：Rochester Community Sports Complex Stadium）是位於紐約州羅徹斯特的羅徹斯特社區體育園區內的足球場。
球場於建成時的主場球隊為美國足球冠軍聯賽球會羅徵斯特犀牛，現為國家獨立足球協會球會Flower City Union的主場。
體育園區的擁有者為羅徹斯特市政府，因此球場亦是羅徹斯特社區的青年體育設施。

## 足球國際賽事
| 日期          | 賽事       | 主隊 | 賽果 | 客隊   | 入場人數 | 註    |
| ------------- | ---------- | ---- | ---- | ------ | -------- | ----- |
| 2006年9月13日 | 國際友誼賽 | 美国 | 3–1  | 墨西哥 | 6,784    | [ 2 ] |
| 2009年7月19日 | 國際友誼賽 | 美国 | 1–0  | 加拿大 | 8,433    | [ 3 ] |
| 2012年9月1日  | 國際友誼賽 | 美国 | 8–0  |        | 13,208   | [ 4 ] |
| 2014年9月18日 | 國際友誼賽 | 美国 | 4–0  | 墨西哥 | 5,680    | [ 5 ] |